# Randal K. Quarles

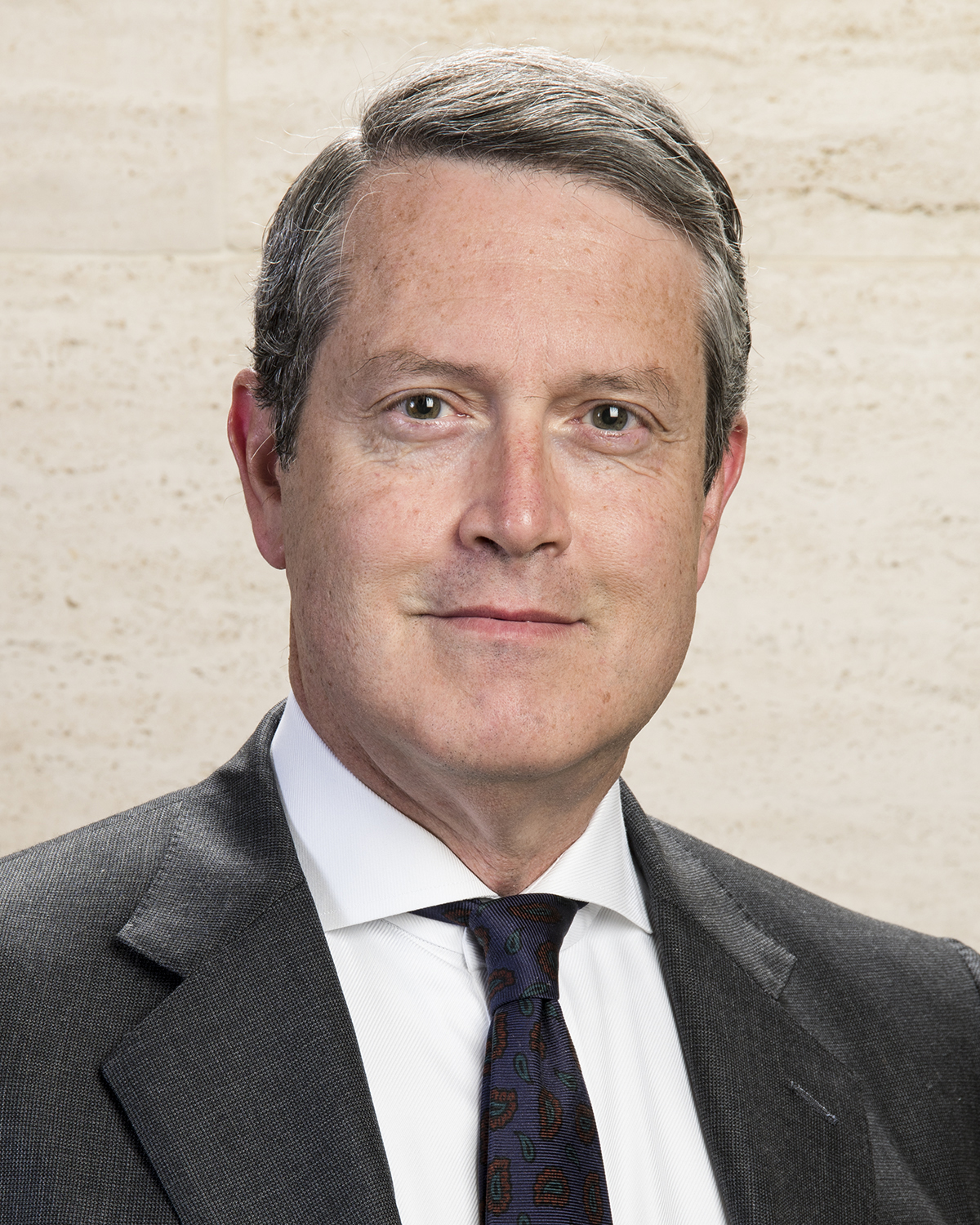
Randal K. Quarles, 2017.

Randal Keith Quarles, född 5 september 1957 i San Francisco i Kalifornien, är en amerikansk jurist, statstjänsteman och företagsledare.
Han var vice ordförande (vice centralbankschef) för tillsyn av det amerikanska centralbankssystemet Federal Reserve System mellan den 13 oktober 2017, när positionen skapades av USA:s 45:e president Donald Trump (R) med stöd av lagen Dodd-Frank Wall Street Reform and Consumer Protection Act, och den 2 december 2021.
Quarles inledde sin arbetskarriär med att få en anställning hos advokatbyrån Davis Polk & Wardwell. 1991 blev han speciell assistent till USA:s finansminister Nicholas F. Brady rörande banklagstiftning och senare vice assisterande undersekreterare för policyer rörande finansiella institutioner vid USA:s finansdepartement under USA:s 41:a president George H.W. Bush (R). Han lämnade finanspolitiken och återvände till näringslivet. 2001 var Quarles dock tillbaka till amerikansk politik för att arbeta under USA:s 43:e president George W. Bush (R) när han blev utsedd som amerikansk representant hos Internationella valutafonden (IMF). 2002 återvände han till USA:s finansdepartement och arbetade som assisterande undersekreterare för internationell finans och ordförande för kommittén som har hand om utländska investeringar i USA. 2005 utnämndes han till att vara undersekreterare för inhemsk finans. Quarles lämnade igen i oktober 2006 och har arbetat för riskkapitalbolaget Carlyle Group och grundat och lett kapitalförvaltaren Cynosure Group.
Quarles avlade kandidatexamen i filosofi och nationalekonomi vid Columbia University och en juristexamen vid Yale Law School.
Hans fru är släkt med Marriner S. Eccles, som ledde just Federal Reserve System mellan 1934 och 1948. Makarna Quarles är mormoner och tillhör Jesu Kristi Kyrka av Sista Dagars Heliga.